# Berenguer Oller
Berenguer Oller (? — Barcelona, 1285) fue un menestral barcelonés, que protagonizó una revuelta popular en 1285.

## Biografía
Oller era un artesano de la clase menestral, miembro de la llamada mà menor (o poble menut), el más bajo estamento social de la ciudad. En aquel entonces, las diferencias sociales y el monopolio del gobierno municipal por la oligarquía urbana provocaban tiranteces, que se exacerbaron en el contexto de la Cruzada contra la Corona de Aragón, un tiempo de guerra en que se aumentaron los impuestos, al tiempo que unas malas cosechas llevaron el hambre a las clases más desfavorecidas. Así, en marzo de 1285 estalló una revuelta popular en demanda de una distribución del poder municipal.
Al parecer, Oller tenía un gran ascendiente entre las clases populares debido a su facilidad de palabra. La revuelta iba dirigida contra las clases dirigentes: nobles, eclesiásticos y prohombres burgueses. Sin embargo, la entrada en la ciudad del rey Pedro III el Grande con una escolta armada sofocó la rebelión, y provocó que numerosos ciudadanos huyesen de la ciudad. Oller y otros siete rebeldes fueron apresados y ahorcados en la montaña de Montjuïc.